# 1991 WA
1991 WA är en asteroid i huvudbältet som upptäcktes den 29 november 1991 av den australiensiske astronomen Robert H. McNaught vid Siding Spring-observatoriet.
Den tillhör asteroidgruppen Apollo.